# Новорудний
Новору́дний (рос. Новорудный) — селище у складі Новотроїцького міського округу Оренбурзької області, Росія.

## Населення
Населення — 1490 осіб (2010; 1941 у 2002).